# كيومرث حيدري
العميد كيومرث حيدري (بالفارسية: کیومرث حیدری) هو قائد عسكري إيراني ومن قادة جيش الجمهورية الإسلامية الإيرانية. هو الآن قائد القوة البرية لجيش الجمهورية الإسلامية الإيرانية. تم تعيينه لهذا المنصب في 19 نوفمبر 2016 عبر حكم القائد العام للقوات المسلحة الإيرانية علي خامنئي.